# Tram in Nederland
Dit artikel beschrijft de tram in Nederland.

## Nederlandse tramgeschiedenis

### Paardentrams

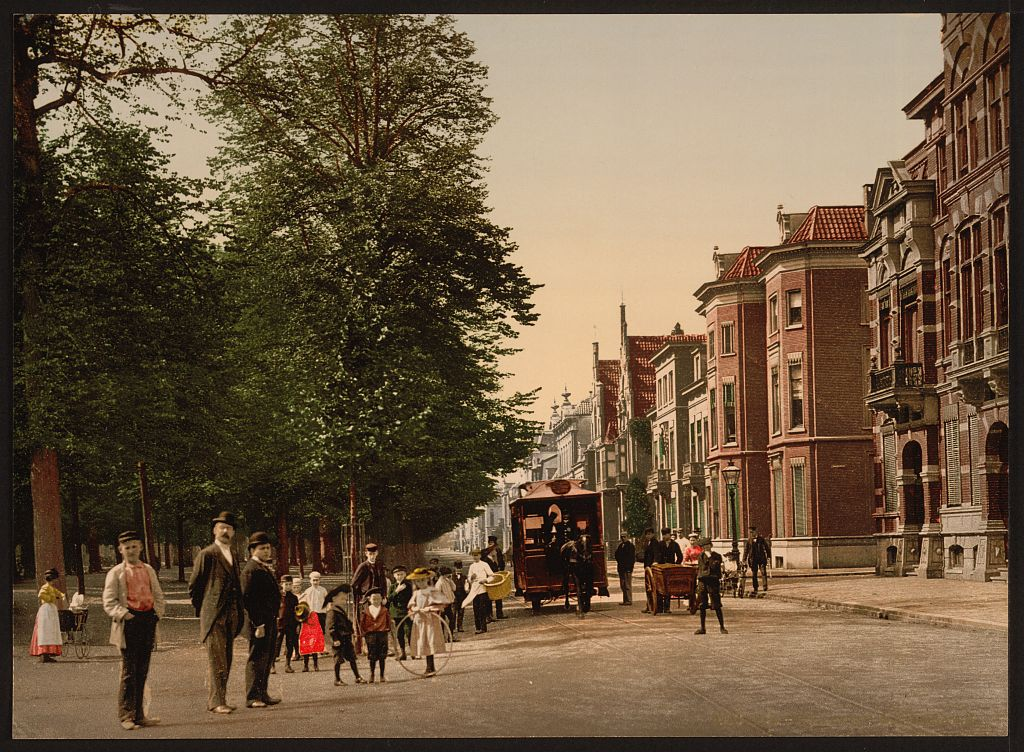
De paardentram in Utrecht.

Op 25 juni 1864 reed de eerste tram in Nederland: een paardentram van de The Dutch Tramway Company (DTC), nadat twee dagen eerder de proefrit had plaatsgevonden. De tramlijn liep van Den Haag naar Scheveningen over de Scheveningseweg.
Dit tracé is nog steeds in gebruik, sinds 1983 tramlijn 1, nadat lijn 8 dit traject bijna 100 jaar had bereden. De eerste tram in Amsterdam reed op 3 juni 1875. In Rotterdam ging de eerste tram in 1879 rijden.

### Elektrische trams
Vanaf 1890 reed een accutram tussen Den Haag en Scheveningen over de route van de huidige tramlijn 9. Deze reed alleen in de zomer, maakte een 'hels' kabaal, haalde een "duivelse" snelheid van maximaal 20 km/uur, en viel vaak uit.

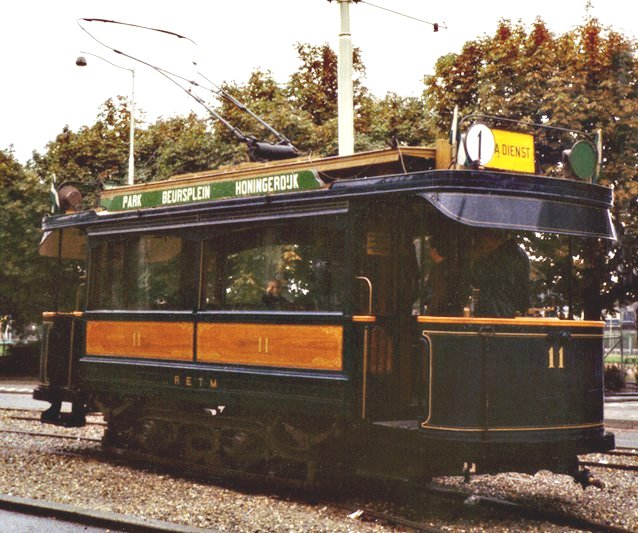
Elektrische Rotterdamse tram uit 1905.

De eerste elektrische tram met voeding buiten het voertuig in Nederland reed in 1882 in Zandvoort. De primitieve stroomvoorziening was via de rails, net als bij een modelbaan. Dit lijntje, de tweede in de wereld, vrijwel identiek qua constructie aan de eerder door Siemens aangelegde experimentele tram in Berlijn – Lichterfelde, werd geen succes en werd al na korte tijd verbouwd tot paardentram.
In 1894 had Vaals de Nederlandse primeur van een elektrische tram met bovenleiding, door de elektrificatie van de paardentramlijn Aken – Vaals.
De eerste "echt" Nederlandse tram met bovenleiding van de Nederlands-Indische Tramweg Maatschappij reed in 1899 in Batavia in Nederlands-Indië; in datzelfde jaar gevolgd door een tramlijn tussen Haarlem en Zandvoort. Eveneens in 1899 werd de Ceintuurbaan rond de Haarlemse binnenstad geopend. Beide lijnen waren aangelegd door de Eerste Nederlandsche Electrische Tram-Maatschappij (ENET). De lijn naar Zandvoort was het begin van de tramlijn Amsterdam - Zandvoort van de Electrische Spoorweg-Maatschappij (ESM), later NZH, die in 1902 de ENET met behulp van Amerikaans kapitaal had overgenomen.
De eerste elektrische stadstram reed op 14 augustus 1900 in Amsterdam, tussen Leidscheplein en Haarlemmerplein. Op 6 augustus 1904 begon de Haagse "beugeltram" (er was al een accutram sinds 1890). Ook andere steden kregen elektrische (stads)trams: Rotterdam op 18 september 1905, Utrecht in 1906, Groningen en Vlissingen in 1910, Leiden, Arnhem en Nijmegen in 1911 en Haarlem (NZH) en Enschede in 1913.
Buiten de grote steden kwamen veel stoomtramverbindingen tot stand, die later werden vervangen door elektrische trams of motortrams of door autobussen. De belangrijkste elektrische trambedrijven waren die van de Haagsche Tramweg Maatschappij HTM (tussen Den Haag, Rijswijk, Voorburg en Delft, respectievelijk Wassenaar en Leiden, zie: Gele Tram), de Noord-Zuid-Hollandse Tramweg Maatschappij NZH (tussen Scheveningen, Den Haag, Leiden, Katwijk, Noordwijk, Haarlem, Zandvoort, Amsterdam, Purmerend en Volendam, zie: Blauwe Tram), voorts de Nederlandsche Buurtspoorweg-Maatschappij (NBM) (tussen Utrecht, De Bilt, Zeist, Amersfoort, Driebergen, Rhenen en Arnhem) en de Limburgse Tramweg Maatschappij (LTM) (tussen Roermond, Hoensbroek, Brunssum, Heerlen en Kerkrade).

### Stoomtrams
De eerste stoomtram reed op proef in 1878 te Scheveningen. De eerste stoomtramlijn opende in 1879 tussen Den Haag Staatsspoor en Scheveningen. Zodoende had Den Haag de eerste paardentram, interlokale tram, stoomtram én elektrische tram (op accu's) van Nederland.

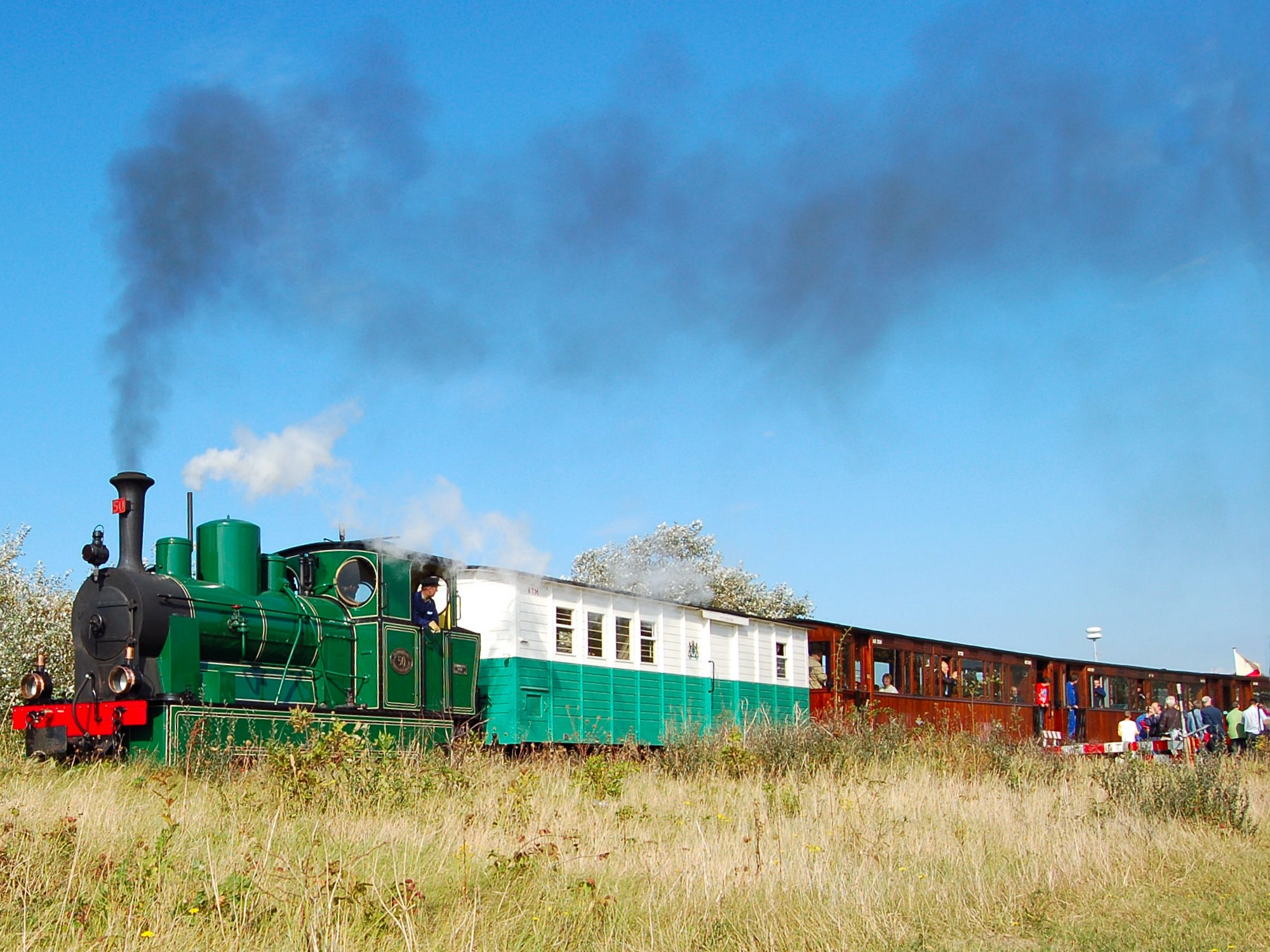
Stoomtram van de RTM.

De belangrijkste stoomtrambedrijven waren de Nederlandsche Tramweg Maatschappij (NTM) in Friesland, Stoomtramweg-Maatschappij Oostelijk Groningen (OG), Eerste Drentse Stoomtram (EDS), Gelderse Tramwegen (GTW), Gooische Tramweg Maatschappij (GTM), Rotterdamsche Tramweg Maatschappij (RTM) (Zuid-Hollandse en Zeeuwse eilanden), Zeeuwsch-Vlaamsche Tramweg-Maatschappij (ZVTM), Brabantse Buurtspoorwegen en Autodiensten (BBA) en Limburgsche Tramweg-Maatschappij (LTM). Diverse stoomtrambedrijven hadden later ook motortractie of gingen er zelfs (bijna) geheel op over (GTM, RTM). De meeste van deze trambedrijven eindigden hun tramdiensten tussen 1935 en 1957. Alleen de RTM hield het met motortrams als laatste nog vol tot 14 februari 1966.

### Alleen nog in de grote steden
Uitsluitend in de drie grote steden Amsterdam, Den Haag en Rotterdam (en enkele randgemeenten bij die steden) bleven elektrische trams rijden. In 1983 werd de nieuwe sneltram Utrecht – Nieuwegein – IJsselstein geopend en in 2019 de Uithoflijn. Tussen 2001 en 2008 exploiteerde de NS een tijdelijke tramlijn Houten - Houten Castellum.

## In bedrijf
Nederlandse steden met een stadstrambedrijf:
- Amsterdam (GVB; zie ook Amsterdamse tram)
- Rotterdam (RET; zie ook Rotterdamse tram)
- Den Haag (HTM; zie ook Haagse tram)
- Utrecht (U-OV; zie ook trams in Utrecht)

Lijnen met een sneltrambedrijf:
- Rotterdam Binnenhof – Capelsebrug en Schiedam Centrum – Vlaardingen West
- Rotterdam De Tochten – Capelsebrug en Schiedam Centrum – Hoek van Holland Strand
- Rotterdam Melanchthonweg – Den Haag Centraal
- 3  Zoetermeer Centrum-West – Den Haag Centraal – Loosduinen
- 4  Lansingerland-Zoetermeer – Den Haag Centraal – Bohemen
- 11  Den Haag HS – Scheveningen Haven (eerste sneltram van Nederland, geopend in 1927)
- 20  Utrecht Centraal – Nieuwegein-Zuid
- 21  Utrecht Centraal – IJsselstein-Zuid
- 22  Utrecht Centraal – P+R Science Park
- 25  Amsterdam Zuid – Amstelveen – Uithoorn Centrum
- 26  Amsterdam Centraal – Piet Heintunnel – IJburg
- 34  Lansingerland-Zoetermeer – Den Haag Centraal – Bohemen

Museumtramlijnen:
- Amsterdam – Amstelveen (Electrische Museumtramlijn Amsterdam, wettelijk geen tramweg maar een lokaalspoorweg)
- Rotterdam (Tramlijn 10)
- Den Haag (Haags Openbaar Vervoer Museum / Tourist Tram)
- Arnhem (Tramlijn Nederlands Openluchtmuseum)
- Katwijk (SKL)
- Ouddorp (RTM)

Binnen het Koninkrijk der Nederlanden rijdt daarnaast ook een tram in Oranjestad op Aruba.

## Toekomst
- 19  Station Delft – TU Delft (opening gepland in 2026)
- 26  Verlenging van Amsterdam IJburg Haveneiland naar Strandeiland (opening gepland in 2025)

## Niet gerealiseerde plannen

### RijnGouweLijn
Als eerste onderdeel van de RijnGouweLijn werden er vanaf voorjaar 2003 Zweedse A32-trams ingezet op het baanvak Gouda – Alphen aan den Rijn. Deze proef van HTM en NS Reizigers moest uitwijzen of het mogelijk is trams ("lightrail"-voertuigen) in te zetten tussen conventionele reizigerstreinen ("heavy rail"). De proef was het begin van de Rijn-Gouwelijn (RGL), een lightrailproject waar trams op NS-spoor zouden rijden tot station Leiden Lammenschans en vandaar de straat op gaan door de binnenstad van Leiden en dan verder als sneltram door naar Katwijk aan Zee, met een aftakking naar Noordwijk aan Zee. Het plan was gebaseerd op het tram-treinsysteem van Karlsruhe. Uiteindelijk is afgezien van aanleg van tramsporen in Leiden. Op 15 mei 2012 besloot Gedeputeerde Staten van de provincie Zuid-Holland de RijnGouwelijn definitief niet aan te leggen.

### RegioTram Groningen
In de stad Groningen bestonden vergevorderde plannen voor het aanleggen van een stadstramnet. De naam voor dit project was Kolibri en sinds 2008 RegioTram. Het project RegioTram eindigde per 26 september 2012, doordat de gemeente Groningen toen de steun voor de RegioTram in heeft getrokken.

### Kamperlijntje
Ook voor het Kamperlijntje, een spoorlijn van Zwolle naar Kampen, bestonden plannen om hier met elektrische trams te gaan rijden. Ingenieursbureau Arcadis ontwierp hiervoor een plan. Op 28 januari 2009 maakten de provincie Overijssel, de gemeenten Zwolle en Kampen en ProRail bekend dat in 2012 een elektrische regiotram zou rijden op het Kamperlijntje. Er zou elk kwartier een tram gaan rijden tussen Zwolle en Kampen die zou stoppen bij de nieuw te openen haltes Veerallee, Voorsterpoort, Stadshagen, Werkeren en Kampen Oost.
Na mislukking van de aanbesteding werden de plannen in 2014 gewijzigd en kwam het besluit de bestaande spoorlijn te elektrificeren en met treinen te blijven berijden. In 2015 startten de werkzaamheden en in 2017 ging de elektrische treindienst op het Kamperlijntje van start.

### Sneltram Hasselt-Maastricht
De Sneltram Hasselt – Maastricht was een door De Lijn voorgestelde sneltramverbinding van Hasselt naar Maastricht. Na veel strubbelingen werd in mei 2022 door de Vlaamse regering bekendgemaakt dat het plan voor een tram definitief niet doorgaat.

## Plaatsen
Plaatsen in Nederland waar elektrische trams rijden of hebben gereden:

### In bedrijf
- Amsterdam (geopend in 1875; elektrificatie in 1900-1916) → Amsterdamse tram
  - Amstelveen (geopend in 1990)
  - Diemen (geopend in 1990)
  - Uithoorn (geopend in 2024)
- Rotterdam (geopend in 1879; elektrificatie in 1905-1910) → Rotterdamse tram
  - Schiedam (geopend in 1882; elektrificatie in 1906)
  - Barendrecht (geopend in 2004)
  - Vlaardingen (geopend in 2005)
- Den Haag (geopend in 1864; elektrificatie in 1904-1907) → Haagse tram
  - Rijswijk (geopend in 1866; stoomtram in 1887; elektrificatie in 1923)
  - Delft (geopend in 1866; stoomtram in 1887; elektrificatie in 1924)
  - Voorburg (geopend in 1933)
  - Leidschendam (geopend in 1971)
  - Pijnacker-Nootdorp (geopend in 2002)
  - Zoetermeer (geopend in 2006) → RandstadRail
  - Wateringen (geopend in 2007)
- Utrecht (geopend in 1983, vanaf 2019 verlenging met de Uithoflijn) → Utrechtse sneltram
  - Nieuwegein (geopend in 1983)
  - IJsselstein (geopend in 1985)

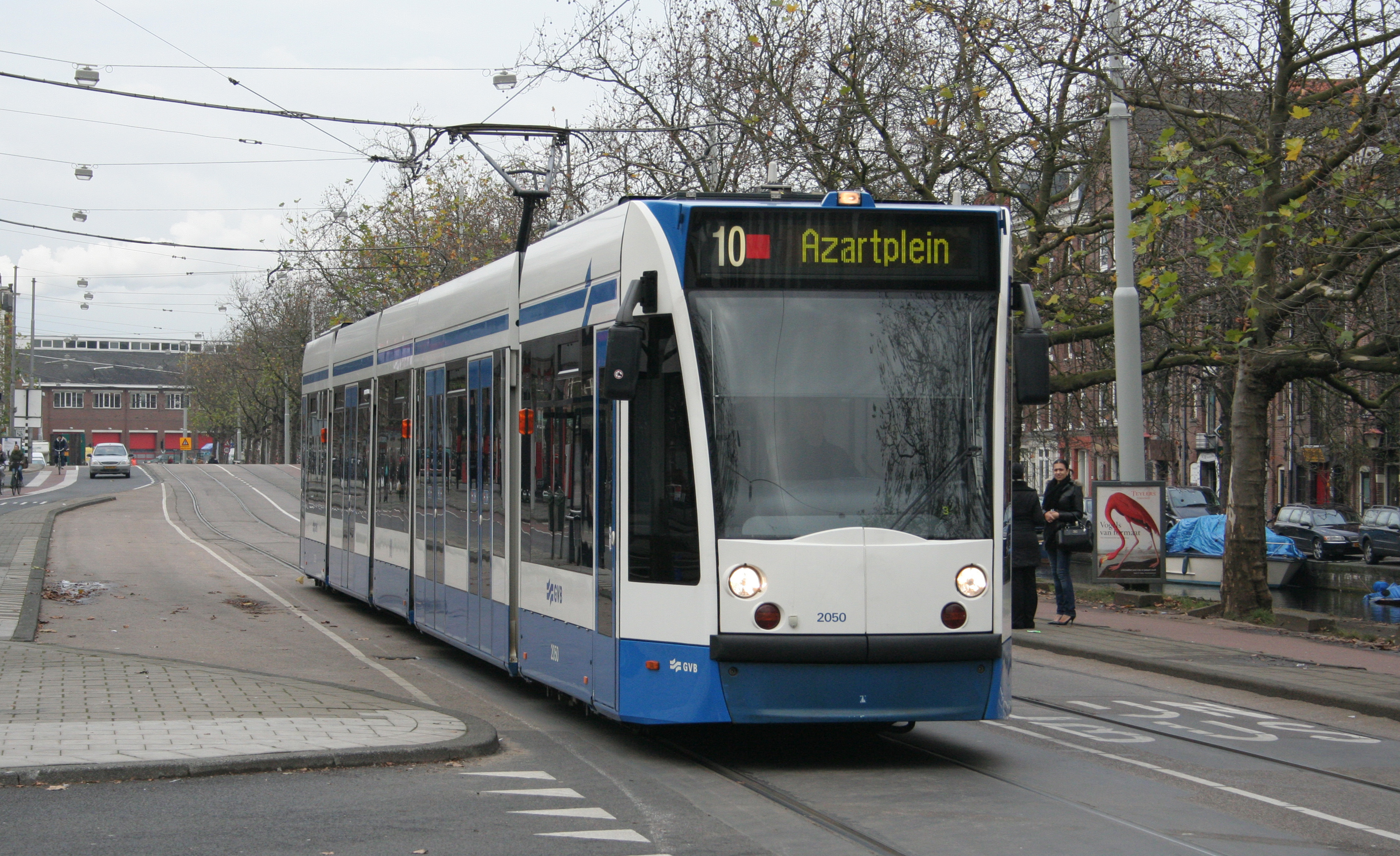
Amsterdamse tram
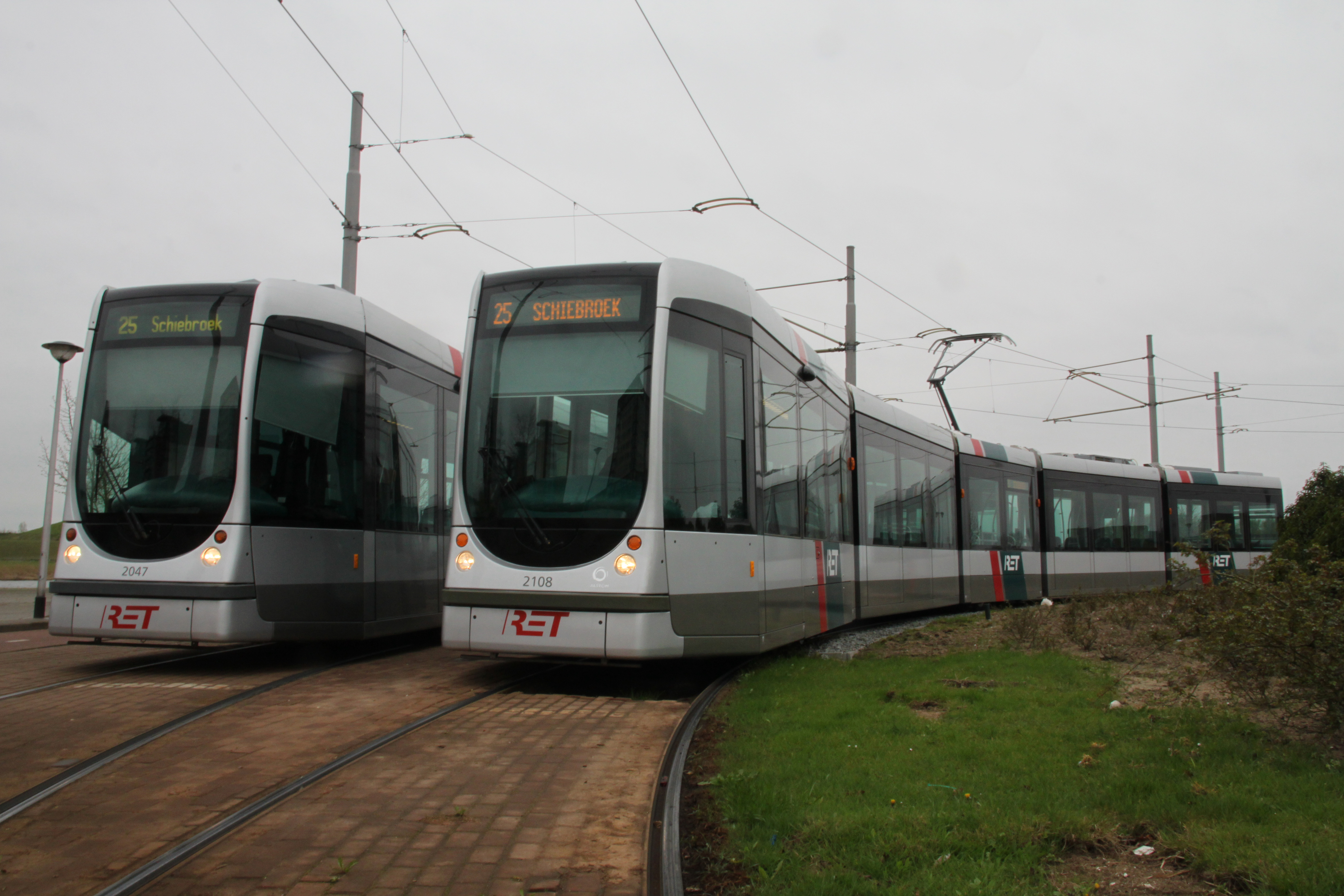
Rotterdamse tram
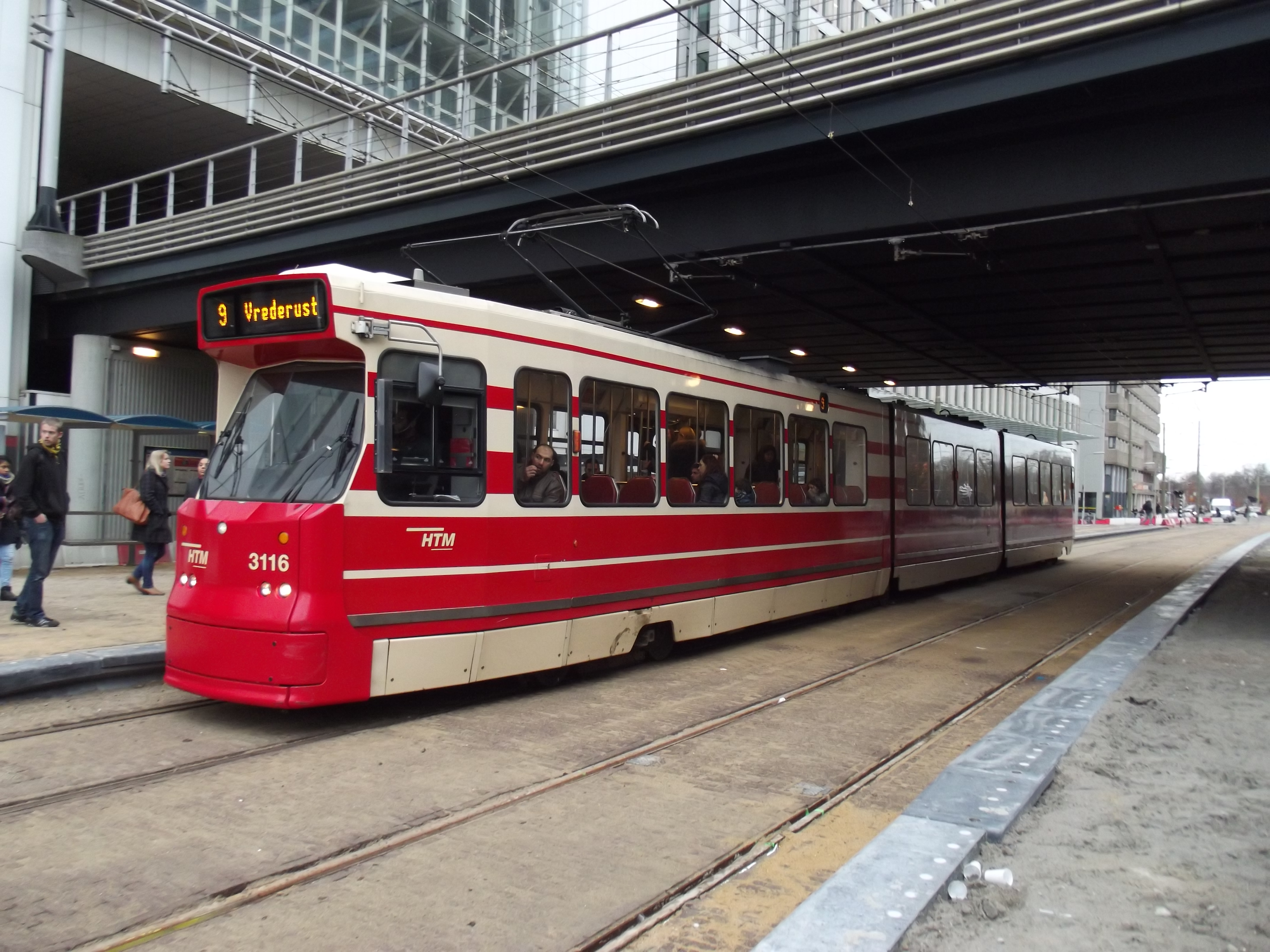
Haagse tram
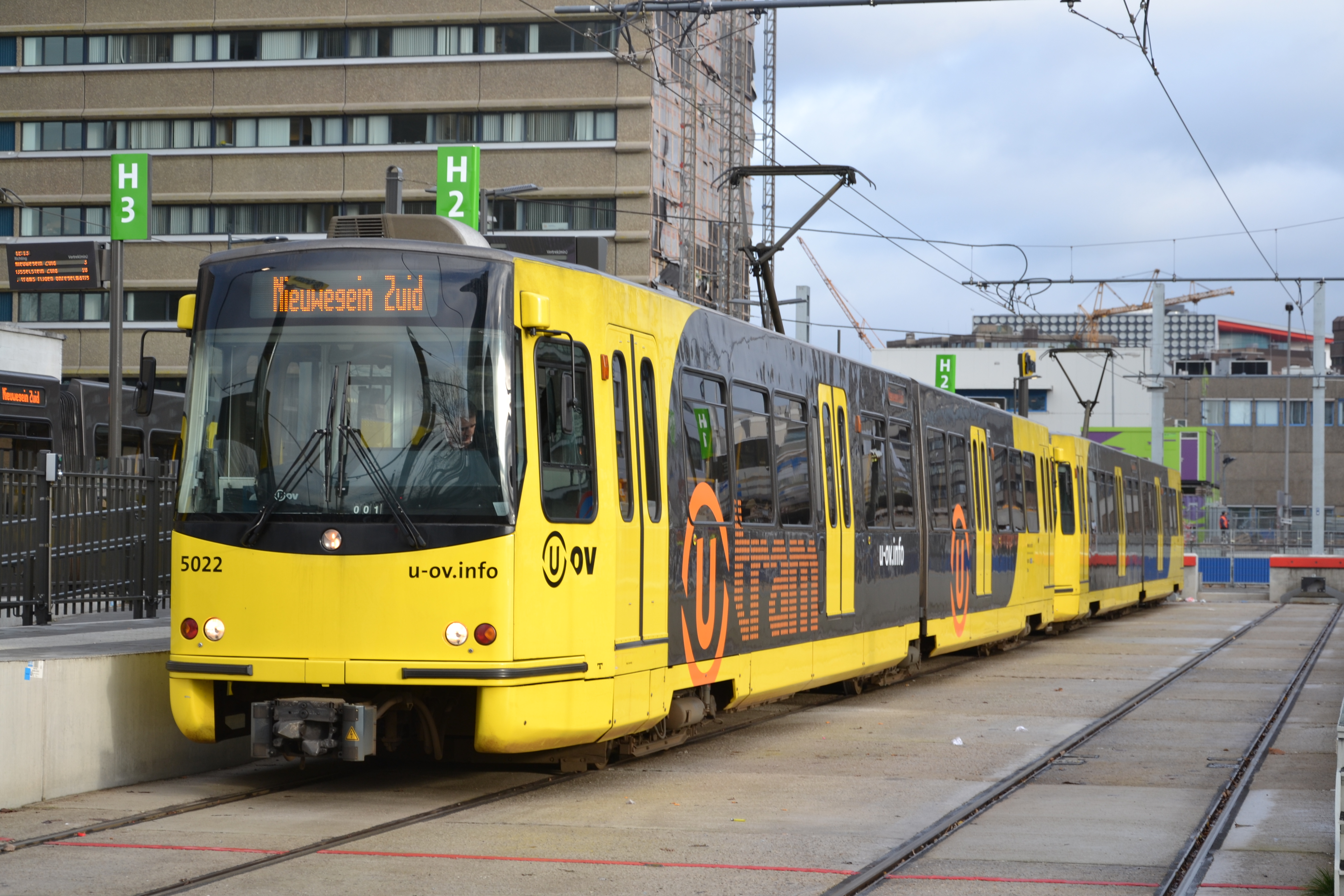
Utrechtse sneltram

### Opgeheven
- Amstelveenlijn: deel van de Amsterdamse metro (lijn 51) 
  - Laatste rit op 3 maart 2019; vervangen door Amsteltram (geopend als tramlijn 25 op 13 december 2020)
- Amsterdam-Noord – Purmerend / Volendam (geopend in 1888; elektrificatie in 1932) → Waterlandse tram
  - Laatste rit op 30 september 1956; vervangen door busdienst
- Arnhem (geopend in 1880; elektrificatie vanaf 1911) → Arnhemse tram
  - Laatste rit op 17 september 1944; opgevolgd door Arnhemse trolleybus. Sinds 1996 rijden er museumtrams in het Nederlands Openluchtmuseum
- Castricum, (geopend in 1914; elektrificatie 1920) → Tramlijn Castricum - Bakkum
  - Laatste rit in juni 1938; vervangen door busdienst
- Enschede (geopend in 1908) → Twentsche Electrische Tramweg Maatschappij (TET)
  - Laatste rit op 28 februari 1933; vervangen door busdienst
- Gouda – Alphen aan den Rijn (geopend in 2002) → RijnGouwelijn
  - Laatste rit op 12 december 2009; vervangen door treindienst
- Groningen (geopend in 1880; elektrificatie vanaf 1910) → Gemeentetram Groningen
  - Laatste rit op 13 december 1949; opgevolgd door Groningse trolleybus
- Haarlem (geopend in 1878; elektrificatie vanaf 1899) → Haarlemse tram
  - Laatste rit op 1 november 1948; de NZH-Tramlijn Amsterdam - Haarlem - Zandvoort reed tot 31 augustus 1957
- Heerlen (geopend in 1923) → Limburgse tram
  - Laatste rit op 14 mei 1950; vervangen door busdienst
- Houten (geopend in 2001) → Houtense tram
  - Laatste rit op 13 december 2008; vervangen door treindienst
- Leiden (geopend in 1879; elektrificatie vanaf 1911) → Gele Tram, Blauwe Tram en NZH
  - Laatste rit op 9 november 1961; vervangen door busdienst
- Nijmegen (geopend in 1889; elektrificatie vanaf 1911) → Nijmeegse tram
  - Laatste rit op 21 november 1955; opgevolgd door Nijmeegse trolleybus
- Utrecht (geopend in 1879; elektrificatie vanaf 1906) → Utrechtse tram
  - Laatste rit op 15 januari 1939; de NBM-trams Utrecht – Zeist en Amersfoort – Zeist – Rhenen reden tot 2 mei 1949
- Vlissingen – Middelburg (geopend in 1885; elektrificatie vanaf 1910) → Electrische Tram Vlissingen - Middelburg
  - Laatste rit op 11 oktober 1944; vervangen door busdienst
- Wassenaar (geopend in 1923) → Tramlijn I²
  - Laatste rit op 9 november 1961; vervangen door busdienst

## Wetgeving

### Verkeersregels
Volgens de Nederlandse wet kunnen tramwegen onderverdeeld worden in stadstramwegen (alleen bestemd voor personenvervoer binnen één gemeente) en interlokale tramwegen.
Voor de stadstram geldt het Reglement verkeersregels en verkeerstekens (RVV). De stadstram kent geen maximumsnelheid, tenzij aangegeven middels een verkeersbord, omdat er in het RVV alleen een maximumsnelheid voor motorvoertuigen, brom- en snorfietsen, gehandicaptenvoertuigen en landbouwverkeer is vastgelegd en de tram geen motorvoertuig is in de zin van het RVV. Wel geldt de norm van artikel 19 RVV 1990; deze spreekt immers over bestuurders van voertuigen. Ook artikel 185 Wegenverkeerswet geldt voor de trambestuurder sinds de Hoge Raad dat op 14 juli 2000 heeft uitgemaakt (HTM/Geertsema, NJ 2001, 417), wat meebrengt dat de trambestuurder bij een ongeval met een fietser of een voetganger alleen dan vrijuit gaat, als sprake is van overtuigend aantoonbare onschuld.
Met betrekking tot voorrang is de tram een bijzonder voertuig; op gelijkwaardige kruisingen behoren alle bestuurders voorrang te verlenen aan een tram. Dit is ook zo bij een afslaande tram. Voorrangsborden en verkeerslichten zijn wel van toepassing op trams.
Stadstrams zijn in Nederland te vinden in de regio's Amsterdam, Den Haag en Rotterdam. Ook de Rotterdamse sneltram in de Alexanderpolder is volgens de wet een stadstram.
Interlokale tramwegen vallen onder de Locaalspoor- en tramwegwet en het Tramwegreglement 1920. Voor deze trams zijn bedrijfsvoorschriften wettelijk verplicht en deze worden door de minister vastgesteld. Zo wordt ook de maximumsnelheid in deze voorschriften vastgelegd (artikel 56 Tramwegreglement 1920). Toezicht op de interlokale tramwegen vindt plaats door de Inspectie Leefomgeving en Transport. Voorbeelden hiervan in Nederland zijn de Utrechtse sneltram en de voormalige metro/sneltramlijn 51 in Amsterdam en Amstelveen.

### Technische eisen
Aan stadstrams worden in Nederland nauwelijks technische eisen gesteld. In Duitsland moeten trams voldoen aan de BOStrab-eisen (Straßenbahn-Bau- und Betriebsordnung). Bij gebrek aan Nederlandse regelgeving, voldoen Nederlandse trams aan deze BOStrab-normen. In de BOStrab worden bijvoorbeeld zandstrooiers, een alarmbel en richtingaanwijzers verplicht gesteld. Het ministerie van Verkeer en Waterstaat heeft wel al in de jaren tachtig een voorlopige regelgeving opgesteld, maar deze kreeg, tot de Wet Personenvervoer, geen wettelijke status.